# Taedonggang-guyŏk
Taedonggang-guyŏk é uma das 19 regiões administrativas de Pyongyang, capital da Coreia do Norte.